# 红军 (匈牙利)
红军（匈牙利語：Vörös Hadsereg）是匈牙利苏维埃共和国的武装力量。1919年3月25日，革命管理委员会下令组建红军。它是在卡罗伊·米哈伊政府的人民军和赤卫队的基础上成立的。它的第一任司令是博姆·维尔莫什。至1919年4月中旬，它的总人数为5.6万（编制为6个不足额的步兵师）。1919年8月初，匈牙利苏维埃共和国瓦解、霍爾蒂·米克洛什独裁统治建立后，许多红军前指挥官和士兵受到镇压，有些被迫移居国外。